# The Words You Don't Swallow
The Words You Don't Swallow è il primo album degli Anarbor, pubblicato il 20 aprile 2010 dalla Hopeless Records.
Il titolo dell'album deriva da una frase nella canzone Contagious. Let the Games Begin era già contenuta nell'EP Free Your Mind, uscito l'anno prima. Dall'album è stato tratto il singolo Gypsy Woman, di cui è stato girato il video musicale, il 6 agosto 2010.

## Classifiche
L'album negli USA ha debuttato al 50º posto nella classifica degli album indipendenti ed al 16º di quella heatseekers.
| Classifica                | Posizione |
| ------------------------- | --------- |
| Stati Uniti (heatseekers) | 16        |
| Stati Uniti (independent) | 50        |

## Tracce
1. Contagious – 3:25
2. Drugstore Diet – 2:57
3. Gypsy Woman – 3:09
4. Mr. Big Shot – 3:25
5. Let the Games Begin – 3:20
6. Going to Jail – 3:17
7. The Whole World – 3:19
8. Carefree Highway – 3:50
9. I Do What I Do – 3:28
10. This Can't Be Healthy – 3:29
11. Useless – 3:50

Bonus track per iTunes
1. Drugstore Diet (acoustic) – 2:42
2. Gypsy Woman (acoustic) – 3:07